# Horcajo de Montemayor
Horcajo de Montemayor es un municipio y localidad española de la provincia de Salamanca, en la comunidad autónoma de Castilla y León. Se integra dentro de la comarca de la Sierra de Béjar. Pertenece al partido judicial de Béjar.
Su término municipal está formado por un solo núcleo de población, ocupa una superficie total de 29,98 km² y según los datos demográficos recogidos en el padrón municipal elaborado por el INE en el año 2017, cuenta con una población de 144 habitantes.

## Etimología
Su nombre proviene al enclavarse el municipio en la horca producida por la unión del Arroyo Valtornero con el río Sangusín. Pese a enclavarse en la meseta Norte, se encuentra en la Cuenca hidrográfica del Tajo, al verter sus aguas al río Alagón, afluente del anterior.

## Geografía
Limita con Aldeacipreste, Cristóbal de la Sierra, Valdehijaderos, Colmenar de Montemayor y Valdefuentes de Sangusín. Su principal vegetación es monte de roble, fresnales y pequeñas zonas húmedas con castaños y nogales. El resto de son prados de pasto y monte bajo.

### Clima
Su clima es continental, con inviernos duros, soleados, con fuertes heladas y pocas nevadas y veranos calurosos pero frescos al atardecer, durante el cual merece oírse los cencerros del ganado que se recoge por todo el término municipal.

## Historia
La fundación de Horcajo se remonta a la repoblación llevada a cabo por el rey Alfonso IX de León en torno a 1227, cuando este monarca creó el concejo de Montemayor, en el que quedó integrado, dentro del Reino de León, hecho del que toma su apellido "de Montemayor" la localidad. Con la creación de las actuales provincias en 1833, queda integrado en la provincia de Salamanca, dentro de la Región Leonesa.

## Geografía humana

### Demografía
Cuenta con una población de 101 habitantes (INE 2024).
| Gráfica de evolución demográfica de Horcajo de Montemayor entre 1842 y 2021                                           |
| |
| Población de derecho según los censos de población del INE. Población de hecho según los censos de población del INE. |

Según el Instituto Nacional de Estadística, Horcajo de Montemayor tenía, a 31 de diciembre de 2022, una población total de 120 habitantes, de los cuales 66 eran hombres y 54 mujeres. Respecto al año 2000, el censo refleja 207 habitantes, de los cuales 105 eran hombres y 102 mujeres. Por lo tanto, la pérdida de población en el municipio para el periodo 2000-2022 ha sido de 87 habitantes, un 42% de descenso.

### Economía
Su principal actividad económica es la ganadería extensiva minifundista de vacuno y ovino-caprino y pocos cultivos (pequeños huertos).

### Transporte
El municipio está bien comunicado por carretera, siendo atravesado por una carretera local que une con Colmenar de Montemayor hacia el oeste y que desemboca en la SA-220 hacia el este, comunicando con La Calzada de Béjar, donde se encuentra además el acceso a la autovía Ruta de la Plata que une Gijón con Sevilla, situada a unos 16 km del núcleo urbano y que permite dirigirse tanto al norte como al sur peninsulares.
En cuanto al transporte público se refiere, tras el cierre de la ruta ferroviaria de la Vía de la Plata, que pasaba por el municipio de Béjar y contaba con estación en el mismo, no existen servicios de tren en el municipio ni en los vecinos, ni tampoco línea regular con servicio de autobús, siendo la estación más cercana la de Béjar. Por otro lado el aeropuerto de Salamanca es el más cercano, estando a unos 93km de distancia.

## Cultura

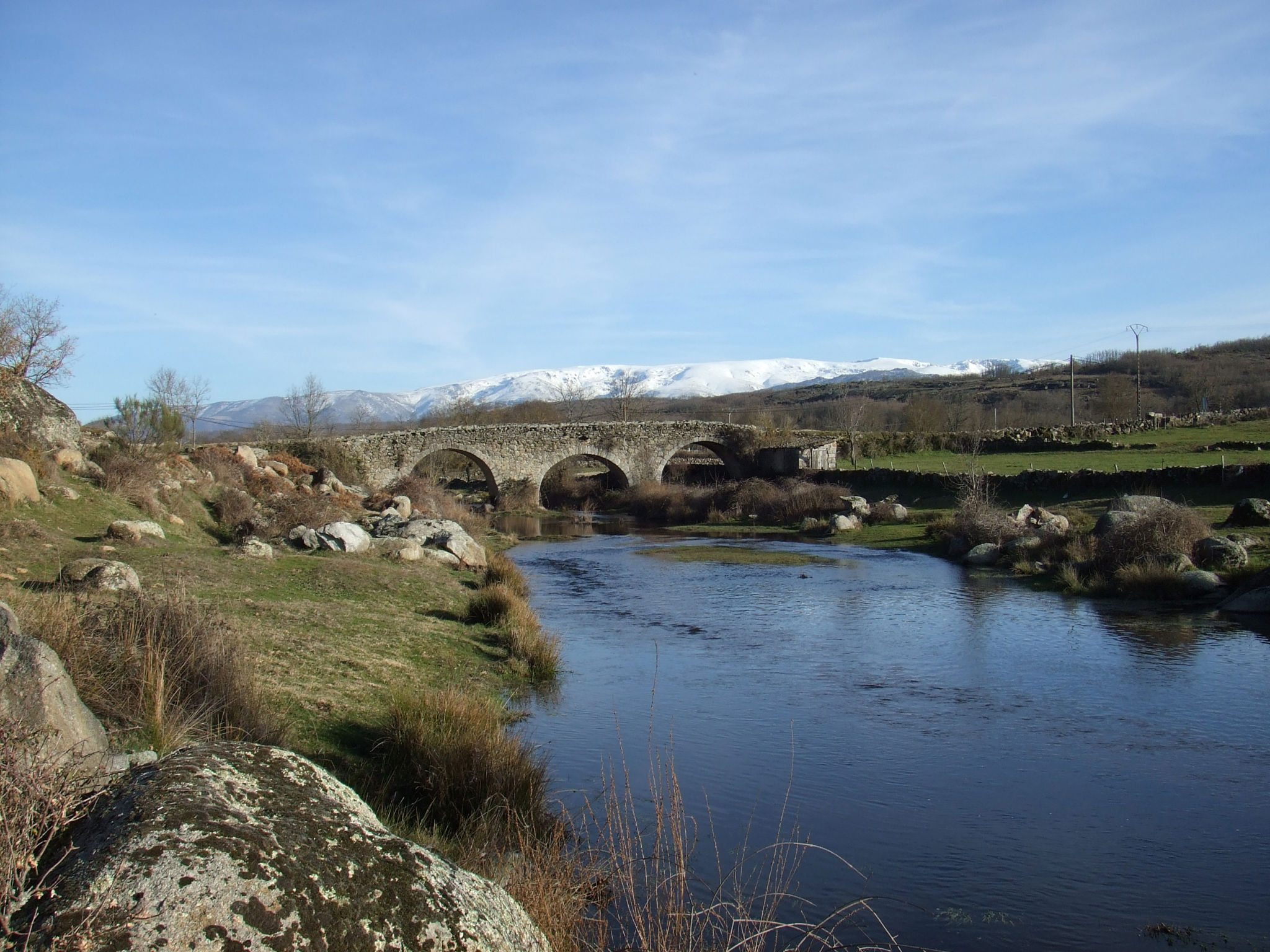
Puente sobre el río Sangusín.

### Fiestas
Su fiesta patronal es el día 29 de junio, San Pedro. También se celebra el día de Nuestra Señora en agosto.

## Monumentos y lugares de interés
- Iglesia parroquial de San Pedro, a la salida en dirección a Colmenar de Montemayor
- Iglesia de Santa María, en la plaza
- Ermita del Humilladero, a la entrada desde Béjar
- Torre defensiva con reloj

Aparte de todo el término en sí, con montes y valles muy agradables de recorrer, cabe destacar: Frontón, Losa (lavadero) y Potro de Herrar; Puente, Molino rehabilitado, tumbas ¿visigodas? y Recó de la Poca Sangre en el curso del río Sangusín; La Dehesa, Lanchablanca y El Pico.

## Horcajenses ilustres
- Fausto González Hermosa (1896-), escritor y traductor

## Administración y política
| Partido político                         | 2019  | 2019  | 2019       | 2015  | 2015  | 2015       | 2011  | 2011  | 2011       | 2007  | 2007  | 2007       | 2003  | 2003  | 2003       |
| Partido político                         | %     | Votos | Concejales | %     | Votos | Concejales | %     | Votos | Concejales | %     | Votos | Concejales | %     | Votos | Concejales |
| Partido Popular (PP)                     | 57,58 | 57    | 4          | 56,00 | 70    | 4          | 54,48 | 79    | 4          | 58,39 | 94    | 4          | 44,08 | 93    | 4          |
| Partido Socialista Obrero Español (PSOE) | 39,39 | 39    | 1          | 41,60 | 51    | 1          | 42,07 | 61    | 1          | 37,89 | 61    | 1          | 26,07 | 55    | 1          |